# كلاوس هينينج
كلاوس هينينج (بالألمانية: Klaus Henning)‏ هو عالم حاسوب ألماني، ولد في 1945.